# Onychogomphus pilosus
Onychogomphus pilosus là một loài chuồn chuồn ngô thuộc họ Gomphidae. Nó được tìm thấy ở Ethiopia, Kenya, và Tanzania.